# Rie Mastenbroek
Hendrika Wilhelmina Mastenbroek –conocida como Rie Mastenbroek– (Róterdam, Países Bajos, 26 de febrero de 1919-ídem, 6 de febrero de 2003) fue una nadadora neerlandesa especializada en pruebas de estilo libre corta y media distancia, donde consiguió ser campeona olímpica en 1936 en los 100 metros y 400 metros.

## Carrera deportiva
En los Juegos Olímpicos de Berlín 1936 ganó la medalla de oro en los 100 metros libre —por delante de la argentina Jeannette Campbell y la alemana Gisela Arendt—, también ganó el oro en los 400 metros libre —por delante de la danesa Ragnhild Hveger y la estadounidense Lenore Wingard—; otro oro en los relevos de 4 x 100 metros libre, por delante de Alemania y Estados Unidos; y una plata en 100 metros espalda, tras su compatriota Nida Senff.

## Palmarés internacional
| Juegos Olímpicos               | Juegos Olímpicos       | Juegos Olímpicos | Juegos Olímpicos |
| Año                            | Lugar                  | Medalla          | Prueba           |
| ------------------------------ | ---------------------- | ---------------- | ---------------- |
| 1936                           | Berlín ( Alemania)     | Medalla de oro   | 400 m libres     |
| 1936                           | Berlín ( Alemania)     | Medalla de oro   | 100 m libres     |
| 1936                           | Berlín ( Alemania)     | Medalla de oro   | 4x100 m libres   |
| 1936                           | Berlín ( Alemania)     | Medalla de plata | 100 m espalda    |
| Campeonato Europeo de Natación |                        |                  |                  |
| Año                            | Lugar                  | Medalla          | Prueba           |
| 1934                           | Magdeburgo ( Alemania) | Medalla de oro   | 400 m libres     |
| 1934                           | Magdeburgo ( Alemania) | Medalla de oro   | 100 m espalda    |
| 1934                           | Magdeburgo ( Alemania) | Medalla de oro   | 4x100 m libres   |
| 1934                           | Magdeburgo ( Alemania) | Medalla de plata | 100 m libres     |